# Rokas Giedraitis
Rokas Giedraitis (Tauragė, 16 de agosto de 1992) es un jugador de baloncesto lituano que pertenece a la plantilla de La Laguna Tenerife de la Liga Endesa.

## Trayectoria deportiva

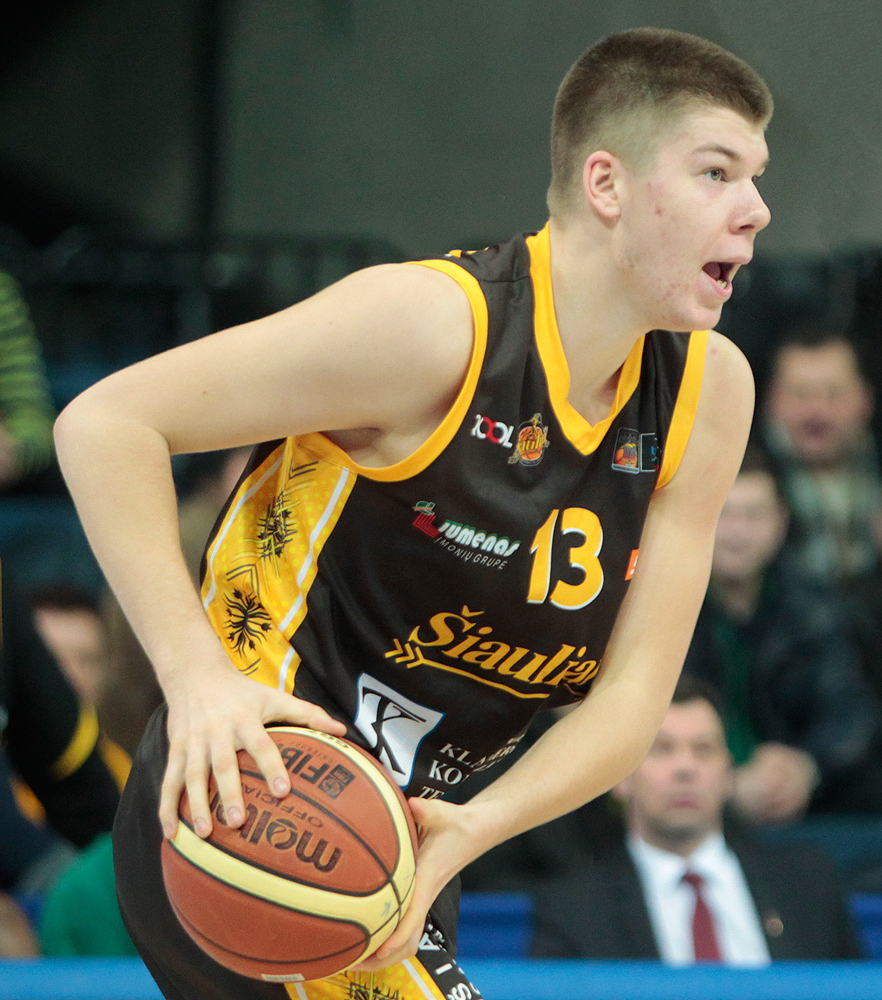
Giedraitis en 2015.

Comenzó su carrera profesional en la NKL, la segunda división del baloncesto lituano, donde en 2013 fue elegido MVP de las Finales, tras anotar 26 puntos y llevar a su equipo al título. Al término de la temporada fichó por el KK Šiauliai, donde su padre, el exjugador y entrenador Robertas Giedraitis había desarrollado toda su carrera. En su primera temporada en la máxima categoría promedió 11,6 puntos y 2,4 rebotes por partido.
En 2015 firmó con el BC Lietuvos Rytas, La primera mitad de su primera temporada la pasó cedido en su anterior equipo, y, tras incorporarse, acabó promediando 7,6 puntos y 1,4 rebotes por partido, cifras que mejoraron hasta que en la temporada 2017-18 subieron a los 12,5 puntos y 3,6 rebotes por encuentro.
El 6 de julio de 2018 firmó contrato por tres temporadas con el Alba Berlin alemán.
El 4 de julio de 2020, se hace público su fichaje por el Baskonia, equipo español que compite en la Euroliga.
El 15 de julio de 2023, firma por el Estrella Roja de Belgrado de la ABA Liga.
El 24 de julio de 2025, firma por el La Laguna Tenerife por dos temporadas con opción a una más.

### Selección nacional
En septiembre de 2022 disputó con el combinado absoluto lituano el EuroBasket 2022, finalizando en decimoquinta posición.